# Birte Siech
Birte Siech-Böhme, née le 19 mars 1967 à Berlin-Est (République démocratique allemande), est une ancienne rameuse est-allemande puis allemande. Elle remporte une médaille d'or aux Jeux de 1988 puis une de  bronze aux Jeux de 1992.

## Carrière
Membre de l'équipe est-allemande aux Jeux de 1988, Birte Siech est championne olympique en quatre avec barreuse. Lors de l'édition suivante, elle intègre l'équipe allemande nouvellement réunifiée où elle remporte une nouvelle médaille, cette fois le bronze sur le quatre sans barreuse.
Au niveau mondial, elle remporte l'argent sur le quatre avec barreuse aux Mondiaux 1987 puis le bronze en deux sans barreuse à ceux de 1990.

## Palmarès
- Jeux olympiques d'été de 1992 à Barcelone ( Espagne) :
  -  médaille de bronze du quatre sans barreuse
- Jeux olympiques d'été de 1988 à Séoul ( Corée du Sud) :
  -  médaille d'or en quatre avec barreuse

### Championnats du monde
- Championnats du monde d'aviron 1990 en Tasmanie ( Australie) :
  -  médaille de bronze en deux sans barreuse
- Championnats du monde d'aviron 1987 à Copenhague ( Danemark) :
  -  médaille d'argent en quatre avec barreuse